# Багриновецька сільська рада
| Багриновецька сільська рада — сільська рада у складі Літинського району Вінницької області. Адміністративний центр — село Багринівці. Сільській раді були підпорядковані населені пункти: - с. Багринівці - с. Гончарівка |

## Склад ради
Рада складалася з 16 депутатів та голови.

## Керівний склад сільської ради
| ПІБ                       | Основні відомості                                                                 | Дата обрання | Дата звільнення |
| ------------------------- | --------------------------------------------------------------------------------- | ------------ | --------------- |
| Шостак Петро Іванович     | Сільський голова, 1958 року народження, освіта, член Комуністичної партії України | 26.03.2006   | 20.02.2010      |
| Петрова Тетяна Миколаївна | Сільський голова, 1967 року народження, освіта, позапартійна                      | 29.06.2010   | 31.10.2010      |
| Петрова Тетяна Миколаївна | Сільський голова, 1967 року народження, освіта вища, позапартійна                 | 31.10.2010   |                 |

Примітка: таблиця складена за даними джерела